# ديوان الرئاسة (الإمارات العربية المتحدة)
ديوان الرئاسة في دولة الإمارات العربية المتحدة هو جهاز إداري يتبع رئيس دولة الإمارات العربية المتحدة ، تأسس الديوان في 4 يوليو 2022 بعد صدور مرسوم بقانون بتغير مسمى وزارة شؤون الرئاسة إلى ديوان الرئاسة   ، رئيس ديوان الرئاسة حالياً هو الشيخ منصور بن زايد آل نهيان منذ 25 سبتمبر 2023.

## رؤساء ديوان الرئاسة
في 25 سبتمبر 2023 صدر مرسوماً بقانون بتغير مسمى وزير ديوان الرئاسة إلى رئيس ديوان الرئاسة

### رؤساء الديوان الرئاسة
|   | الاسم                        | الصورة | فترة تولي المنصب | فترة تولي المنصب |
| - | ---------------------------- | ------ | ---------------- | ---------------- |
| 1 | الشيخ منصور بن زايد آل نهيان |        | 25 سبتمبر 2023   | حتى الآن         |

## وزراء ديوان الرئاسة

### وزراء الديوان الرئاسة
| الاسم                        | الصورة | فترة تولي المنصب | فترة تولي المنصب |
| ---------------------------- | ------ | ---------------- | ---------------- |
| الشيخ منصور بن زايد آل نهيان |        | 4 يوليو 2022     | 25 سبتمبر 2023   |